# 設楽町ふれあい広場
設楽町ふれあい広場（したらちょうふれあいひろば）は、愛知県北設楽郡設楽町にあるスポーツ施設。スイスイパークと多目的広場の2つの施設からなる。スイスイパークには温水プール、多目的ホール、トレーニングルーム、会議室、和室があり、多目的広場には屋内コート、ステージ、屋外コートがある。

## 歴史
豊橋市に事務所を構える今井設計事務所が設計を手掛け、第一期事業としてスイスイパークが、第二期事業として多目的広場が整備された。1998年（平成10年）にはスイスイパークが暫定オープンし、1999年（平成11年）には正式オープンした。2004年（平成16年）には多目的広場がオープンした。2012年（平成24年）から2014年（平成26年）まではスイスイパークの多目的ホールが設楽町民図書館に転用されていた。
2017年（平成29年）6月3日にはふれあい広場で設楽ダム転流工着工式が行われ、根本幸典国土交通大臣政務官、今枝宗一郎・鈴木克昌両衆議院議員、足立敏之参議院議員、石原君雄愛知県副知事、峰野修愛知県議会副議長、佐原光一豊橋市長、横山光明設楽町長が列席している。

## スイスイパーク

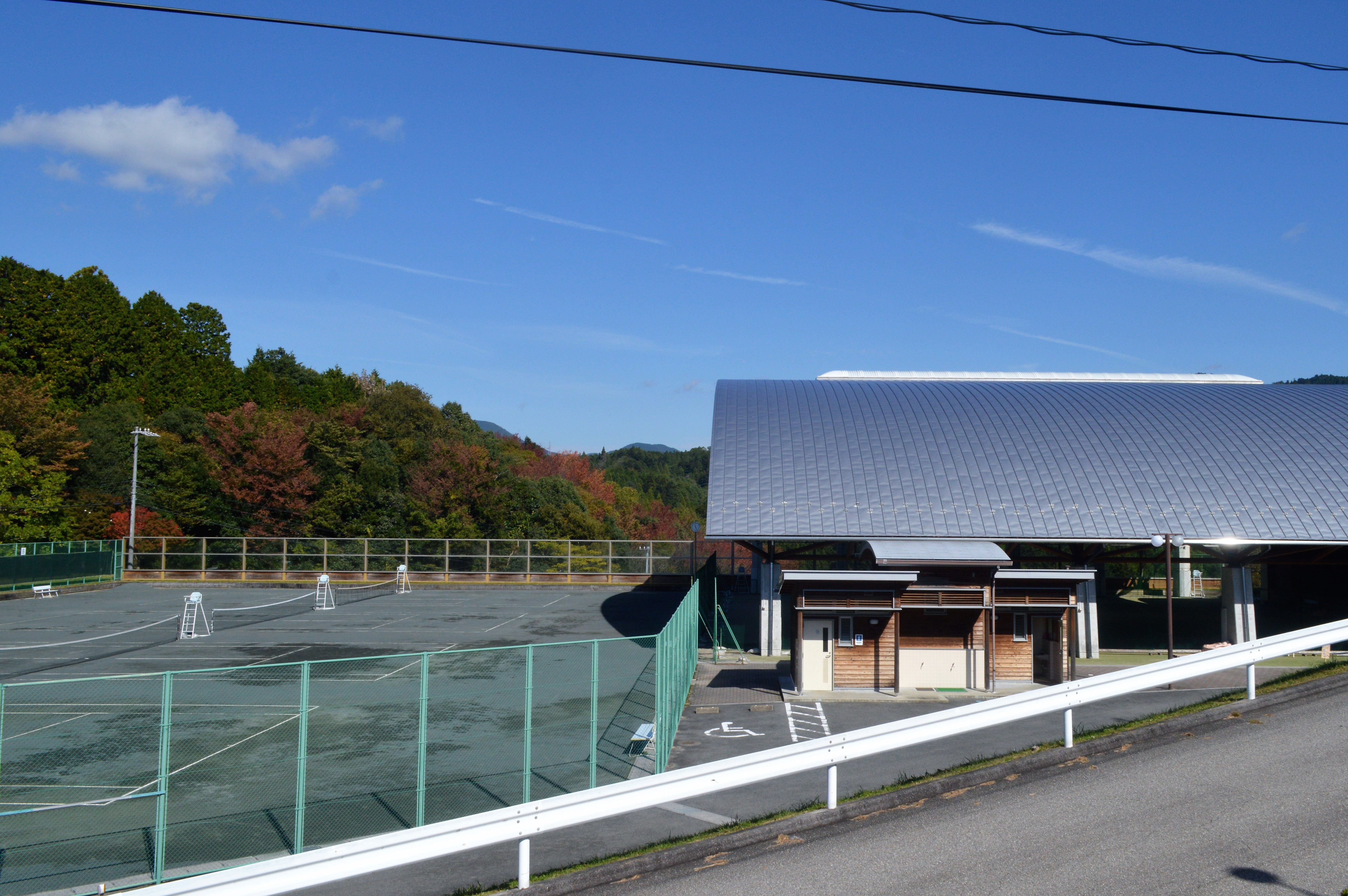
多目的広場

### 施設[5]
- 温水プール：25m×6コースと幼児プールがある。温水プールの利用期間は4月～10月まで。設楽町には敷地内にプールがない小中学校も多く、マイクロバス等でスイスイパークを訪れて水泳学習を行っている[6]。
- トレーニングルーム：エアロバイクやレッグプレスなど、有酸素運動や筋力トレーニングに必要な器具がある。血圧計や脂肪計も設置されている。
- 多目的ホール：レクリエーションや軽スポーツができる。
- 和室：テレビ・ビデオ・CDプレーヤーがある。
- 会議室：40名収容可能である。テレビ・ビデオがある。

### 利用時間[5]
- 平日 : 午後1時～午後8時（7月・8月は午後9時まで）
- 土日祝日 : 午前10時～正午（午後12時）、午後1時～午後5時

## 多目的広場

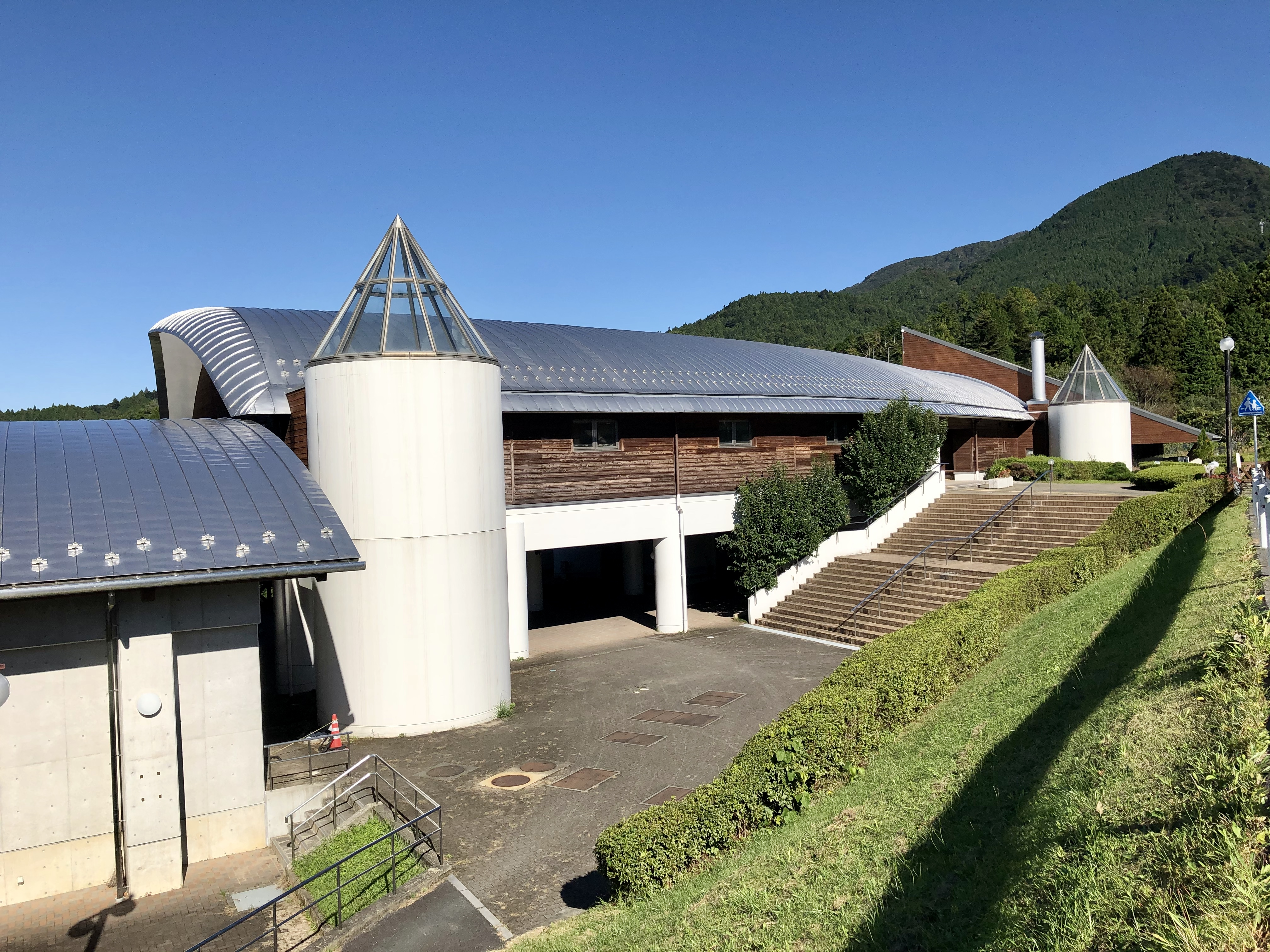
建物

### 施設[5]
- 屋外コート：グリーンサンド（クレー）のテニスコートが4面ある。屋内コートは三河産スギを使った木造トラス構造の屋根であり、テニスコート2面分の広さの空間が広がっている[1][7]。
- 屋内コート：砂入り人工芝のテニスコートが2面ある。テニスコートはゲートボールコート2面と併用である。

### 利用時間[5]
- 午前8時30分～午後10時